# Rolicyklidyna
Rolicyklidyna, PCPy – organiczny związek chemiczny, anestetyk dysocjacyjny o działaniu psychoaktywnym. Efekty działania PCPy są bardzo zbliżone do PCP, lecz słabsze w przeliczeniu na dawkę i mniej stymulujące a bardziej uspokajające, podobne do barbituranów. Rolicyklidyna nigdy nie zdobyła popularności jako rekreacyjny dysocjant i jest mało znana.